# Comté de Russell (Kansas)
Pour les articles homonymes, voir Comté de Russell.
Le comté de Russell est l'un des 105 comtés de l'État du Kansas, aux États-Unis. Fondé le 26 février 1867, il a été nommé en hommage au capitaine Alva P. Russell.
Siège et plus grande ville : Russell.

## Géolocalisation
|               | Comté d'Osborne  |                   |
| Comté d’Ellis | Comté de Russell | Comté de Lincoln  |
| Comté de Rush | Comté de Barton  | Comté d'Ellsworth |